# Матица (Прахова)
Матица (рум. Matița) насеље је у Румунији у округу Прахова у општини Пакуреци. Oпштина се налази на надморској висини од 190 m.

## Становништво
Према подацима из 2002. године у насељу је живело 853 становника, од којих су сви румунске националности.